# Skoky do vody na Letních olympijských hrách 1968
Skoky do vody na Letních olympijských hrách v Ciudad de México.

## Medailisté

### Muži
| Kategorie | Zlato                                            | Stříbro                       | Bronz                                    |
| --------- | ------------------------------------------------ | ----------------------------- | ---------------------------------------- |
| Prkno 3 m | Bernard Wrightson · Spojené státy americké (USA) | Klaus Dibiasi · Itálie (ITA)  | Jim Henry · Spojené státy americké (USA) |
| Věž 10 m  | Klaus Dibiasi · Itálie (ITA)                     | Alvaro Gaxiola · Mexiko (MEX) | Win Young · Spojené státy americké (USA) |

### Ženy
| Kategorie | Zlato                                             | Stříbro                                | Bronz                                              |
| --------- | ------------------------------------------------- | -------------------------------------- | -------------------------------------------------- |
| Prkno 3 m | Susanne Gossicková · Spojené státy americké (USA) | Tamara Pogozheva · Sovětský svaz (URS) | Keala O'Sullivanová · Spojené státy americké (USA) |
| Věž 10 m  | Milena Duchková · Československo (TCH)            | Natalya Lobanová · Sovětský svaz (URS) | Ann Petersonová · Spojené státy americké (USA)     |

## Přehled medailí
| Pořadí | Země                         | Zlato | Stříbro | Bronz | Celkově |
| ------ | ---------------------------- | ----- | ------- | ----- | ------- |
| 1.     | Spojené státy americké (USA) | 2     | 0       | 4     | 6       |
| 2.     | Itálie (ITA)                 | 1     | 1       | 0     | 2       |
| 3.     | Československo (TCH)         | 1     | 0       | 0     | 1       |
| 4.     | Sovětský svaz (URS)          | 0     | 2       | 0     | 2       |
| 5.     | Mexiko (MEX)                 | 0     | 1       | 0     | 1       |